# Johannes Holik
Johannes Holik (* 22. November 1961 in Wien) ist ein österreichischer Komponist.

## Leben
Johannes Holik wurde als ältestes von fünf Geschwistern geboren und wuchs in Klosterneuburg bei Wien auf. Durch die musikalisch geprägte Familie kam er bereits früh mit der klassischen Musik in Berührung. Ab dem 6. Lebensjahr erhielt er Violinunterricht an verschiedenen Musiklehranstalten in Wien.
Nach dem Besuch der Volksschule in Klosterneuburg wechselte er an das Bundesrealgymnasium Klosterneuburg. Während dieser Zeit hatte er Klavierunterricht an der J.G. Albrechtsberger Musikschule der Stadt Klosterneuburg.
Nachdem er im Jahr 1978 maturierte, absolvierte er in den Jahren von 1979 bis 1985 an der Wirtschaftsuniversität Wien ein Studium der Betriebswirtschaftslehre, welches er im Jahr 1985 mit BWL-Diplom abschloss.
Bereits im Jahr 1983 gründete er gemeinsam mit dem Dirigenten Erke Duit das Ensemble Neue Streicher. Neben seiner Tätigkeit als freischaffender Musiker und Komponist ist Johannes Holik u. a. beim Ensemble Neue Streicher, beim ZeitgeNÖssischen Herbst und der ARGE Klosterneuburger Komponisten im Kulturmanagement tätig. Er lebt und arbeitet in Hausleiten/Niederösterreich.

„Ich glaube, daß sich die „Ernste Musik“ heute in eine Richtung entwickelt hat, die mit der Sprengung aller traditionellen Grenzen zu einem nicht mehr überbrückbaren Endpunkt gelangt ist. Das betrifft einerseits die Möglichkeiten einer inhaltlichen Weiterentwicklung – die scheint schon rein theoretisch ausgeschlossen – und andererseits die fehlende Akzeptanz durch das Publikum, für das diese Musik ja eigentlich geschrieben werden sollte. Aus diesen Gründen versuche ich, Musik auf tonaler Basis zu komponieren und auch Ansätze der „Unterhaltungsmusik“ mit zu verarbeiten. Ich hoffe, daß es mir damit gelingt, Grundelemente wie Lebensfreude, Sehnsucht, Trauer oder Schönheit auszudrücken und mit den Errungenschaften der heutigen Musik zu verbinden.“

## Werke (Auswahl)

### Ensemblemusik
- Zwei Duos für Kontrabässe (1982)[4]
- Zwei Stücke für Saxophon und Klavier (1983)[4]
- Vier Stücke für Streichtrio (1983)[4]
- Streichtrio (1983)[4]
- Quartett für Klarinette, Violine, Viola und Violoncello (1984)[4]
- Sonate für Violoncello und Klavier (1984)[4]
- Zwei Stücke für Klarinette und Klavier (1984)[4]
- Oktettvariationen – Besetzung: zwei Violinen, Flöte, Oboe, Klarinette, Viola, Violoncello und Kontrabass (1985)[4]
- Septettvariationen – Besetzung: zwei Flöten, zwei Violinen, Viola, Violoncello und Kontrabass (1985)[4]
- Sonate für Cello und Klavier (1985)[4]
- Streichtrio in einem Satz – Besetzung: zwei Violinen und Viola (1985)[4]
- Streichtrio – Geburtstagsmenuett für Violine, Viola und Violoncello (1986)[4]
- Streichquintett – Besetzung: zwei Violinen, Viola, Violoncello und Kontrabass (1986)[4]
- Sonate für Viola und Klavier (1986)[4]
- Streichquartett (Nr. 3) – Besetzung: zwei Violine, Viola und Violoncello (1987)[4]
- Duo für Trompete und Violine (1988)[4]
- Duo für Oboe und Violine (1988)[4]
- Two Steps For Two – Duo für Violoncello und Kontrabass (1990)[4]
- Klaviertrio in einem Satz (1990)[4]
- Drei Stücke für Violoncello und Kontrabass (1990)[4]
- Quatember – Oktett für zwei Violinen, Oboe, Klarinette, Horn, Fagott, Viola und Violoncello (1990)[4]
- Oboenquartett – Besetzung: Oboe, Violine, Viola und Violoncello (1991)[4]
- Klarinettentrio – Besetzung: Klarinette, Klavier und Viola (1991)[4]
- Zwischen Kinn und Schlüsselbein – Quartett für zwei Violinen, Viola und Violoncello (1993)[4]
- Kremser Trio – Besetzung: Violine, Viola und Violoncello (1993)[4]
- Klaviertrio – Besetzung: Violine, Violoncello und Klavier (1993)[4]
- Vier Kleinigkeiten – Trio für Oboe, Fagott und Klavier (1994)[4]
- Drei Plaudereien – Duo für Vibraphon und Klavier (1995)[4]
- Drei Etwas – Quintett für zwei Trompeten, Horn, Posaune und Tuba (1995)[4]
- Vier Peppis für Josef – Quartett für zwei Oboen, Englischhorn und Fagott (1996)[4]
- Largo – Dio für Verrophon und Glasharmonika (1996)[4]
- Happy Birthday – Trio für Klavier vierhändig, Violine und Violoncello (1999)[4]
- Scherzo – Duo für Horn und Klavier (1999)[4]
- Ich lese es heraus – Duo für Horn, Orgel und Solostimme Sopran (2001)[4]
- Drei Hausleitner G'stanzln – Quartett für zwei Violinen, Kontragitarre und Akkordeon (2001)[4]
- 5 Variationen über das Hausleitner Heimatlied – Duo für Violine und Viola (2003)[4]
- Fantasie – Duo für Fagott und Orgel (2004)[4]
- Quartett für Violine, Viola, Violoncello und Klavier (2004)[4]
- Sonatine – Quartett für Flöte, Trompete, Posaune und Klavier (2005)[4]
- Empfindungen – Duo für Violine und Klavier (2005)[4]
- Zwei Stücke für Baritonsaxophon und Klavier (2006)[4]
- Hymnus – Fantasie über die NÖ Landeshymne (2007)[4]
- Con Animo – Quartett für Flöte, Violine, Viola und Violoncello (2007)[4]
- Das verlorene Paradies – Quartett für  zwei Violinen, Viola und Violoncello (2008)[4]
- Kleines Fantasiestück – Duo für Violoncello und Klavier (2009)[4]
- Along the Wiedner Hauptstrasse – Duo für zwei Violinen (2011)[4]
- across the Wiedner Hauptstrasse – Duo für zwei Violinen (2014)[4]

### Orchestermusik
- Konzert für Klavier und Streichorchester (1982)[4]
- Präludium, Fuge und Choral für Flöte und Streichorchester (1983)[4]
- Konzert für Saxophon und Streichorchester (1985)[4]
- Symphonie Nr. 1 „Die Klosterneuburger“ (1986)[4]
- Konzert für Oboe, Klarinette und Streichorchester (1986)[4]
- Sinfonietta für Streichorchester (1986)[4]
- Kammersymphonie (1987)[4]
- Suite für Streichorchester (1987)[4]
- Oboenkonzert (1990)[4]
- Rossinivariationen – Besetzung: zwei Flöten, zwei Oboen, zwei Klarinetten, zwei Fagotte, zwei Hörner, zwei Trompeten, zwei Posaunen, Pauke und Streicher (1992)[4]
- Violakonzert – Besetzung: zwei Oboen, zwei Klarinetten, zwei Fagotte, zwei Hörner, zwei Trompeten, Flöte, Posaune und Streicher (1994–1995)[4]
- Klosterneuburger Suite – für Streichorchester (1997)[4]
- Concertino für Viola, Kontrabass und Orchester (1998)[4]
- Konzert für Oboe, Englischhorn und Streichorchester (2000)[4]
- Köchl-Variationen – Besetzung: vier Hörner, zwei Flöten, zwei Oboen, zwei Klarinetten, zwei Fagotte, zwei Trompeten, zwei Posaunen, Tuba, Pauke, Perkussion, Xylophon und Streicher (2000)[4]
- Wiener Serenade – Besetzung: Streichorchester (2002)[4]
- Prolog und Epilog zu Pantalon und Columbine – Besetzung: Streichorchester (2005)[4]
- W. A. Mozart Suite aus „Pantalon und Columbine“ – Besetzung: Streichorchester (2005)[4]
- Durch’s Land – Fantasie für Orchester nach Motiven aus Niederösterreich (2009)[4]
- Suntory-Hall Jubiläumswalzer – Besetzung: fünf Posaunen, vier Trompeten, zwei Flöten, zwei Oboen, zwei Klarinetten, zwei Fagotte, zwei Hörner, Harfe, Schlagzeug und Streicher (2011)[4]
- Blume für Birgit – Ein kleiner Walzer im 4/4-Takt (2014)[4]

### Solomusik
- Zwei Lieder für hohe Stimme und Klavier (1984)[4]
- Song für Joe Harriet „Brot“ – Solo für Stimme und Klavier (1984)[4]
- Passacaglia für Orgel (1985)[4]
- Orgelvariationen (1986)[4]
- Vier Präludien für Orgel (1988)[4]
- Zwei Präludien für Orgel (1989)[4]
- Fünf Stücke für Klavier (1991)[4]
- Thema mit zwei Variationen – für Solo Violine (1996)[4]
- Gebet – für Klaviersolo und Solostimme Sopran, Text: Otto Vicenzi (1998)[4]
- Wiegenliedchen – für Klaviersolo und Solostimme Mezzosopran, Text: Otto Vicenzi  (2002)[4]
- Dass Rosen sich öffnen – für Klaviersolo und Solostimme Bariton, Text: Ernst Istler (2002)[4]
- Agatha-Lied – für Orgelsolo (2002)[4]
- Zwischengesang – für Klaviersolo und Solostimme Sopran (2004)[4]
- Gedanken über Freude schöner Götterfunken – für Klaviersolo (2014)[4]
- 2 Kleinigkeiten für Klavier (2014)[4]
- 12 Kindereien – für Klaviersolo (2015)[4]